# Total lustig – Die besten Clips mit Ruth Moschner
Total lustig – Die besten Clips mit Ruth Moschner war eine Heimvideo-Sendung, die zwischen Dezember 2007 und 2009 von Comedy Central Deutschland produziert und bei Nick Deutschland in der abendlichen Programmschiene Nick nach acht ausgestrahlt wurde. Moderatorin der sonntäglich ab 22:15 Uhr ausgestrahlten Sendung war Ruth Moschner.

## Sendungsablauf
Wie in allen Homevideo-Sendungen sind Menschen in peinlichen Situationen (z. B. Missgeschicken) zu sehen. Anders als in vergleichbaren Formaten nimmt in dieser Show jedoch die Moderation großen Raum ein: zwischen den Clips wird immer wieder ins Studio geschaltet, in dem sich (scheinbar) bis zu vier Personen gleichzeitig aufhalten. Die Kosmetikerin Vanessa, die Rockröhre Peggy und die Lehrerin Gisela diskutieren und streiten auf zumeist humorvolle Weise miteinander. In Wahrheit handelt es sich bei all diesen Frauengestalten um die Hauptmoderatorin Ruth Moschner, die mittels Videobearbeitung mehrfach ins Bild eingefügt wurde.